# Departamento de Ciencias e Ingeniería de Computación (Universidad Nacional del Sur)
El Departamento de Ciencias e Ingeniería de la Computación es uno de los 17 departamentos que constituyen la Universidad Nacional del Sur, localizada en la ciudad de Bahía Blanca, Argentina.

## Historia
El Departamento de Ciencias e Ingeniería de la Computación fue fundado en 1994. Originalmente se llamó Departamento de Ciencias de la Computación, cambiando su nombre al actual en el año 2001. La universidad contaba ya con el dictado de la Licenciatura en Ciencias de la Computación desde 1983 y correspondía al ámbito del Departamento de Matemática.
El Departamento cuenta con seis laboratorios de investigación, cada uno conformado por docentes investigadores de la Universidad Nacional del Sur y de otros organismos científicos como el CONICET, la CIC y la Agencia de Promoción Científica. Dentro del edificio que ocupa en el Campus de Palihue, también reside el Instituto de Ciencias e Ingeniería de la Computación.

## Carreras
Las carreras de grado del departamento son las siguientes:
| Carreras de grado                          | Duración |
| ------------------------------------------ | -------- |
| Ingeniería en Computación                  | 5 años   |
| Ingeniería en Sistemas de Información      | 5 años   |
| Licenciatura en Ciencias de La Computación | 5 años   |

Las carreras de posgrado son las siguientes:
| Carreras de posgrado                        | Duración        |
| ------------------------------------------- | --------------- |
| Doctor en Ciencias de la Computación        | no estructurado |
| Magister en Ciencias de la Computación      | no estructurado |
| Especialización en Ciencia de Datos         | 1 año           |
| Especialización en TI para Gobierno Digital | 3 cuatrimestres |

Las diplomaturas son las siguientes:
| Diplomaturas                                                                  | Duración  |
| ----------------------------------------------------------------------------- | --------- |
| Diplomatura en Ciberseguridad Inteligente                                     | 6 meses   |
| Diplomatura Universitaria en Ciencia de Datos                                 | 8 meses   |
| Diplomatura Universitaria en Tecnologías de Información para Gobierno Digital | 224 horas |